# Giuliano da Sangallo

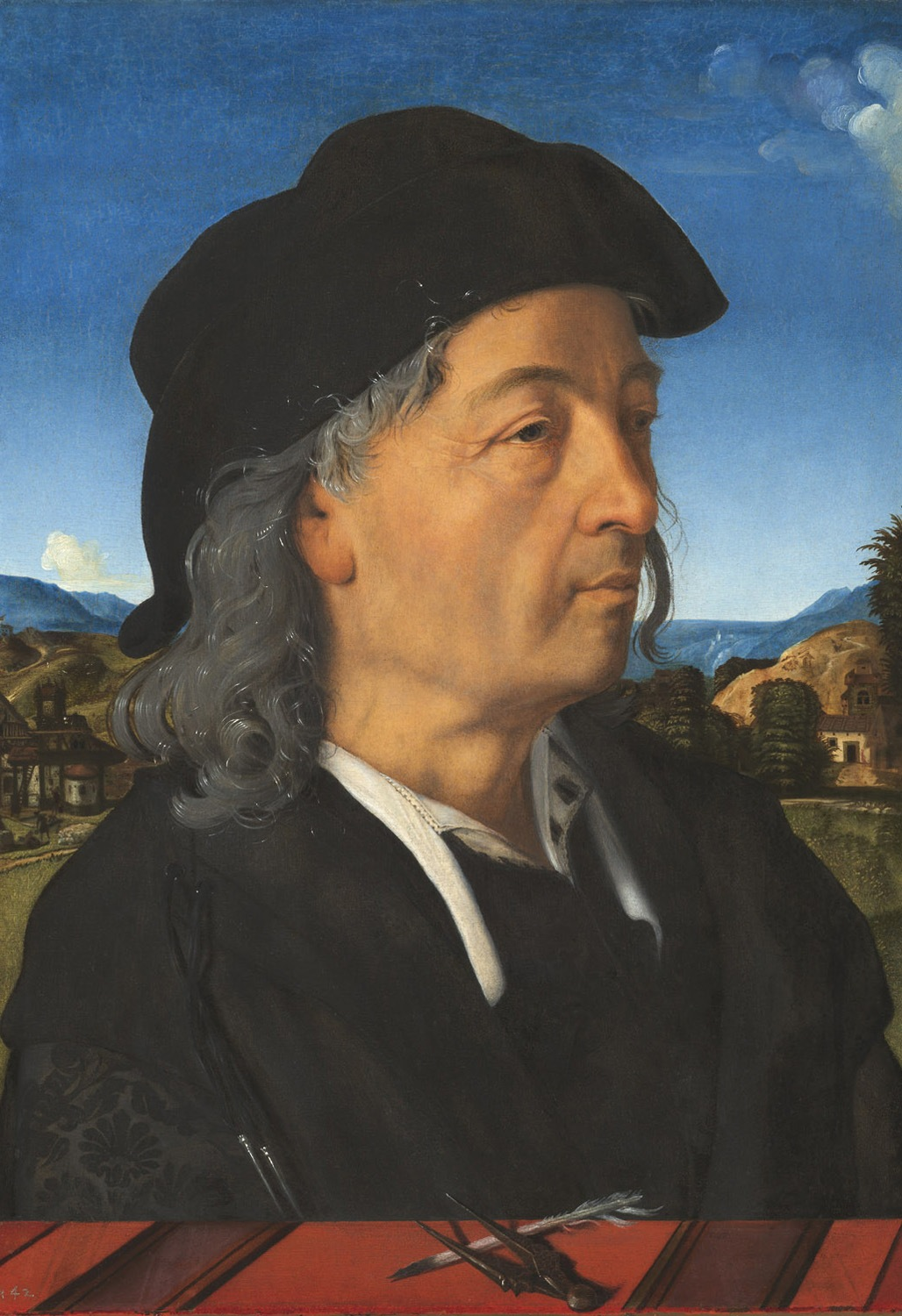
Giuliano da Sangallo. Målning av Piero di Cosimo.

Giuliano da Sangallo, egentligen Giuliano Giamberti, född 1445 i Florens, död 1516 i Florens, var en italiensk arkitekt och skulptör under renässansen. Han var bror till Antonio da Sangallo den äldre.

## Biografi
Kyrkan Santa Maria delle Carceri (1485–1506) i Prato är ett av Giuliano da Sangallos mest betydelsefulla byggnadsverk. Han utformade den med Brunelleschis Cappella dei Pazzi och Albertis San Sebastiano i Mantua som förebilder. Exteriören har inläggningar av färgade marmorplattor, som gör den livfull men samtidigt avslöjar dess brist på klassiska proportioner.
I Rom byggde han om kyrkan Santa Maria dell'Anima i närheten av Piazza Navona samt utförde några ändringar i koret till Santa Maria sopra Minerva. Det praktfulla kassetterade innertaket i Santa Maria Maggiore har attribuerats åt honom.